# Friedrich Vordemberge-Gildewart
Friedrich Vordemberge-Gildewart (17. listopadu 1899 Osnabrück – 19. prosince 1962 Ulm) byl německý malíř patřící do nizozemského uměleckého hnutí De Stijl. Byl jedním z prvních malířů, kteří po celou svou kariéru tvořili v abstraktním stylu.

## Životopis
Narodil se 17. listopadu 1899 v německém Osnabrücku. Vystudoval architekturu, interiérový design a sochařství na hannoverské umělecké škole a vysoké škole technické v Hannoveru.
V roce 1924 založil v Hannoveru s Hansem Nitzschkem abstraktní uměleckou skupinu Gruppe K a připojil se k berlínskému Der Sturm. Po setkání s Theo van Doesburgem, Kurtem Schwittersem a Hansem Arpem se v roce 1925 stal členem De Stijl. Spolu s Kurtem Schwittersem a Carlem Buchheisterem založil v roce 1927 skupinu „Abstrakten Hannover“.
Byl členem řady dalších uměleckých skupin, mimo jiné Cercle et Carré. Byl zakládajícím členem Abstraction-Création (1931). V roce 1937 v Mnichově nacistický režim vystavil jeho díla na nechvalně známé výstavě zvrhlého umění. Většina jeho děl byla zabavena a on byl nucen opustit Německo a odjet do Nizozemska.
Zemřel 19. prosince 1962 v německém Ulmu.